# Колесец
Колесец (укр. Колісець) — село в Теофипольском районе Хмельницкой области Украины.
Население по переписи 2001 года составляло 529 человек. Почтовый индекс — 30630. Телефонный код — 3844. Занимает площадь 1,265 км². Код КОАТУУ — 6824782503.

## Местный совет
30630, Хмельницкая обл., Теофипольский р-н, с. Ильковцы, тел. 9-65-21; 3-17-46